# Elaeocarpus branderhorsti
Elaeocarpus branderhorsti là một loài thực vật có hoa trong họ Côm. Loài này được Pulle mô tả khoa học đầu tiên năm 1912.